# Faust met de gifbeker
Faust met de gifbeker (originele Franse titel: Faust à la Coupe) is een schilderij van de Nederlands-Franse kunstschilder Ary Scheffer uit 1858. Het verbeeldt een passage uit het eerste deel van het Faustverhaal, als Faust tot bezinning komt en de gifbeker laat staan. Het werk bevindt zich in de collectie van de Hermitage te Sint-Petersburg.

## Context
Scheffer maakte gedurende zijn loopbaan een hele reeks werken naar het Faustverhaal van Goethe, vaak opgezet en geëxposeerd in paren. Zo werd Faust met de gifbeker geschilderd als pendant van Margarethe bij de fontein, ook uit 1858, kort voor Scheffers dood, en van nagenoeg dezelfde afmetingen, thans deel uitmakend van de Wallace Collection. De jonge Vincent van Gogh zag het laatste werk in 1874 tijdens een verblijf in Londen en sprak er vol lof over in een brief aan zijn broer Theo. Faust met de gifbeker was op dat moment al verkocht aan de Russische graaf Koesjeljov-Bezborodko, uit wiens nalatenschap het later via het Museum van de Academie van Schone Kunsten in Petrograd overging naar de Hermitage.

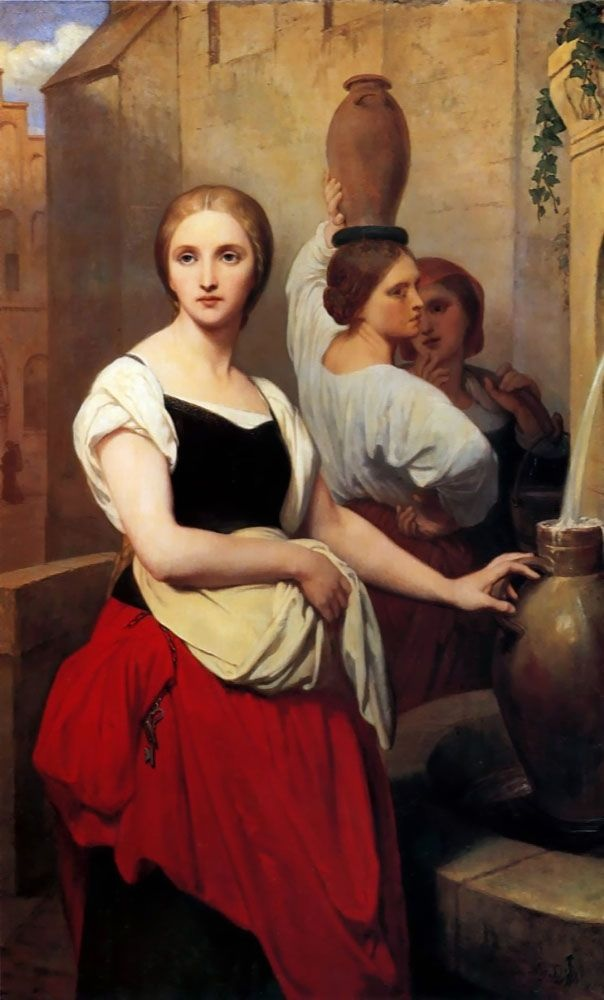
Margarethe bij de fontein.

## Thema
Scheffer beeldt in Faust met de gifbeker een passage af uit het eerste deel van Goethes dichtwerk, Nacht genaamd. Faust is wanhopig op zoek naar de zin van het leven en roept de "geest" op, die op de achtergrond van het werk vaag te zien is. De geest heeft echter ook geen antwoord op Fausts existentiële vragen, waarop deze, teleurgesteld in het leven, de gifbeker wil leegdrinken. Op dat moment klinkt er echter klokgelui en verschijnen er engelen die het paasfeest aankondigen. Het herinnert hem aan zijn gelukkige kinderdagen, brengt hem tot bezinning en verijdelt zijn zelfmoordpoging.
In een voetnoot bij een retrospectieve tentoonstelling van Scheffers werk in 1859, kort na diens dood, werd het werk geëxposeerd met een door Scheffer geschreven briefje, met daarop een passage uit het eerste deel van Goethes Faust: "Welch tiefes Summen, welch ein heller Ton, zieht mit Gewald das Glas von meinem Munde? Verkündiget ihr dumpfen Glocken schon des Osternfestes erste Feyerstunde? Ihr Chöre singt ihr schon den tröstlichen Gesang?"
De relatie van het schilderij tot Margarethe bij de fontein moet gezocht worden in de gelijktijdigheid van het moment: ook zij hoort de klokken. In het vervolg van het verhaal krijgen de levensgeschiedenissen van beide personen hun trieste verbonden beloop. Faust sluit een pact met de duivel (Mefistocles). Margaretha (“Gretchen” in het Duits) krijgt een buitenechtelijk kind van Faust, dat
ze verdrinkt. Ze belandt in de gevangenis en sterft. Faust wordt verteerd door verdriet en berouw.

## Stijl
Goethe verenigde in zijn dichtwerk het classicisme en de romantiek. Scheffer doet in feite hetzelfde in zijn schilderij. Enerzijds is het werk harmonisch en evenwichtig gecomponeerd, met name in de klassieke lichaamshouding van Faust, anderzijds draagt het een zekere theatraalheid in zich, vooral tot uitdrukking komend in zijn gezichtsuitdrukking, die het ultieme moment van bezinning moet verbeelden. De eenzaamheid van de Faust-figuur en diens zucht naar het hogere zijn typerend voor de romantische idealen. De Faust-thematiek was in romantische schilderkunst van de negentiende eeuw dan ook een uitermate populair thema.

## Galerij

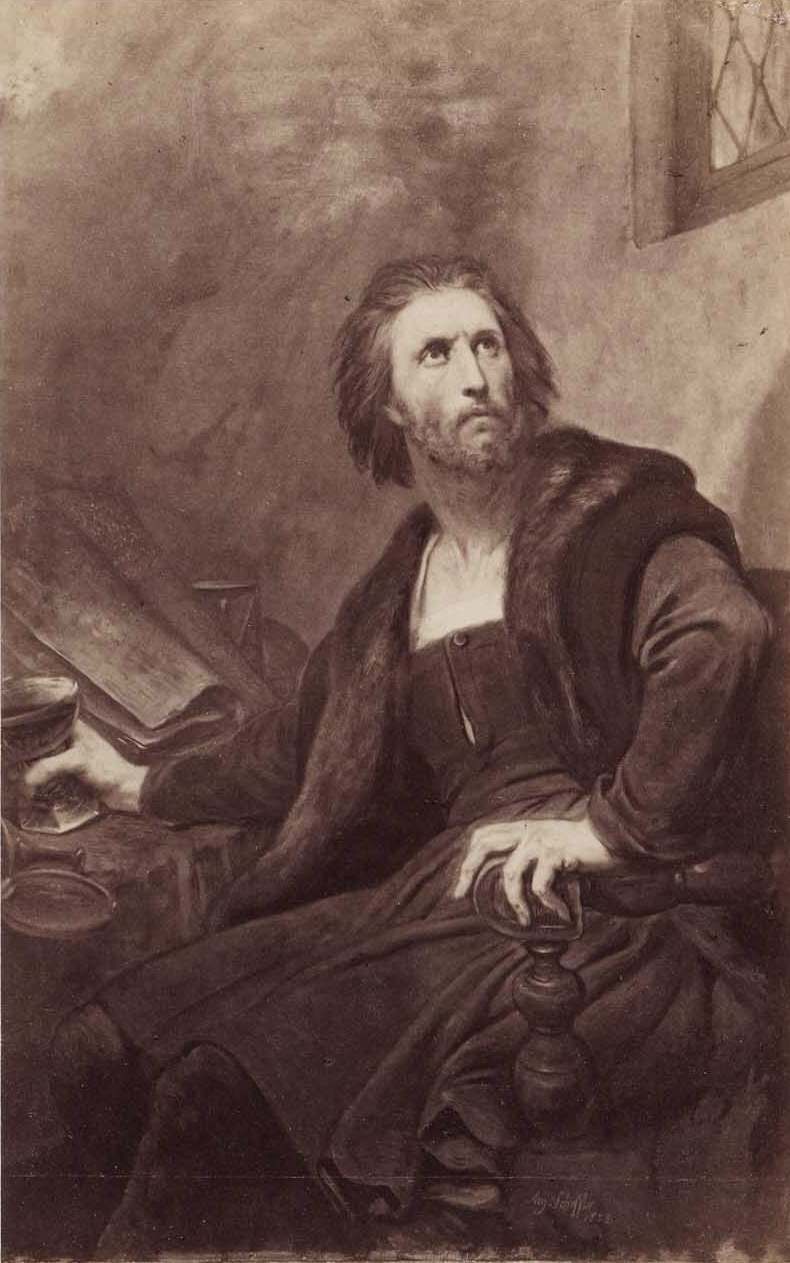
Kopie uit catalogus, eind 19e eeuw
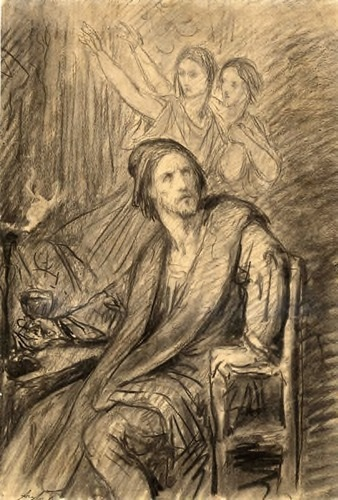
Studie, Dordrechts Museum, met twee paasengelen
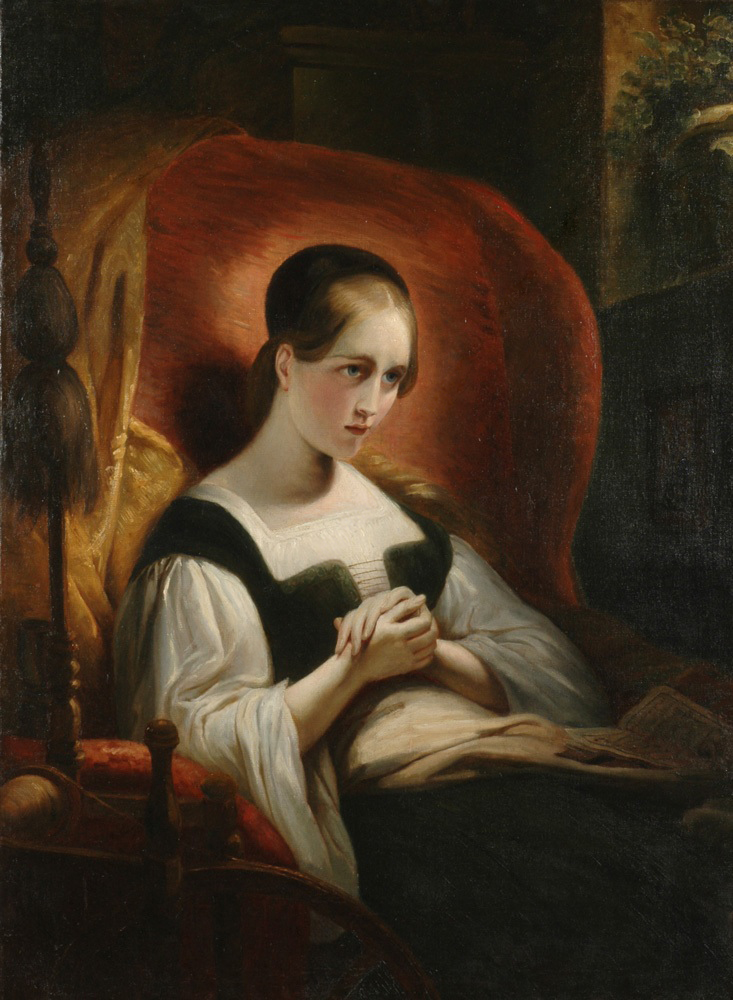
Margarethe aan het spinnewiel, 1848
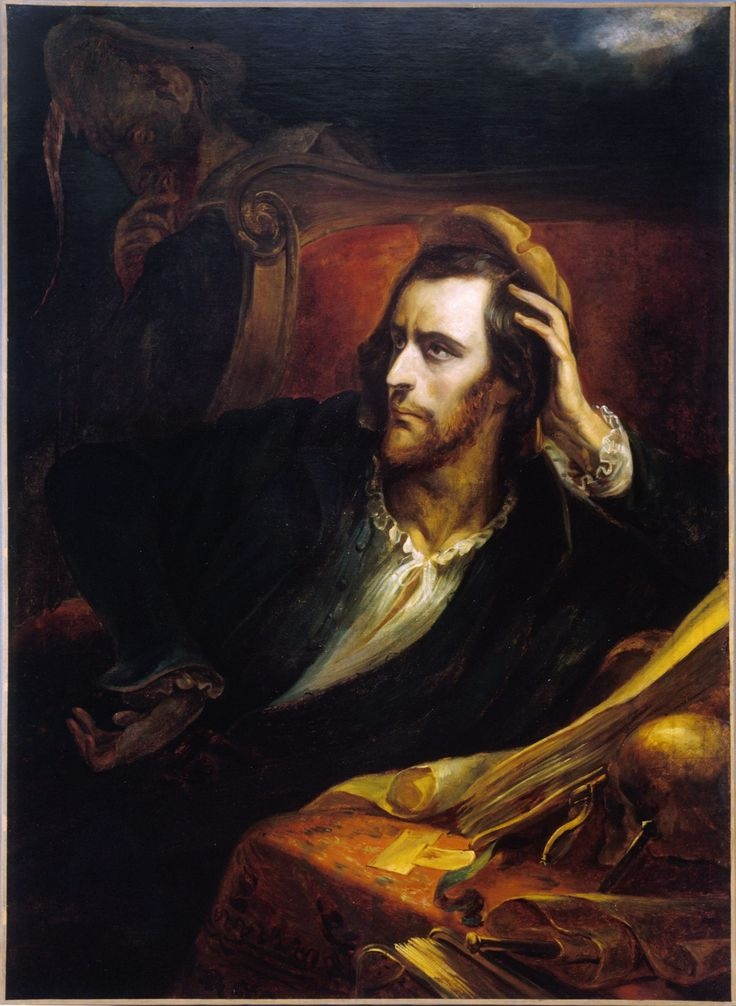
Faust in zijn studeerkamer, 1848
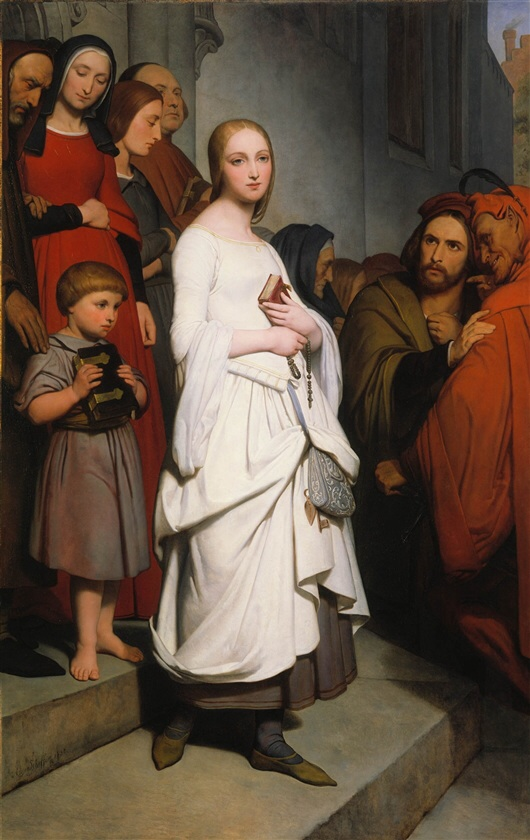
Margarethe verlaat. kerk, 1838
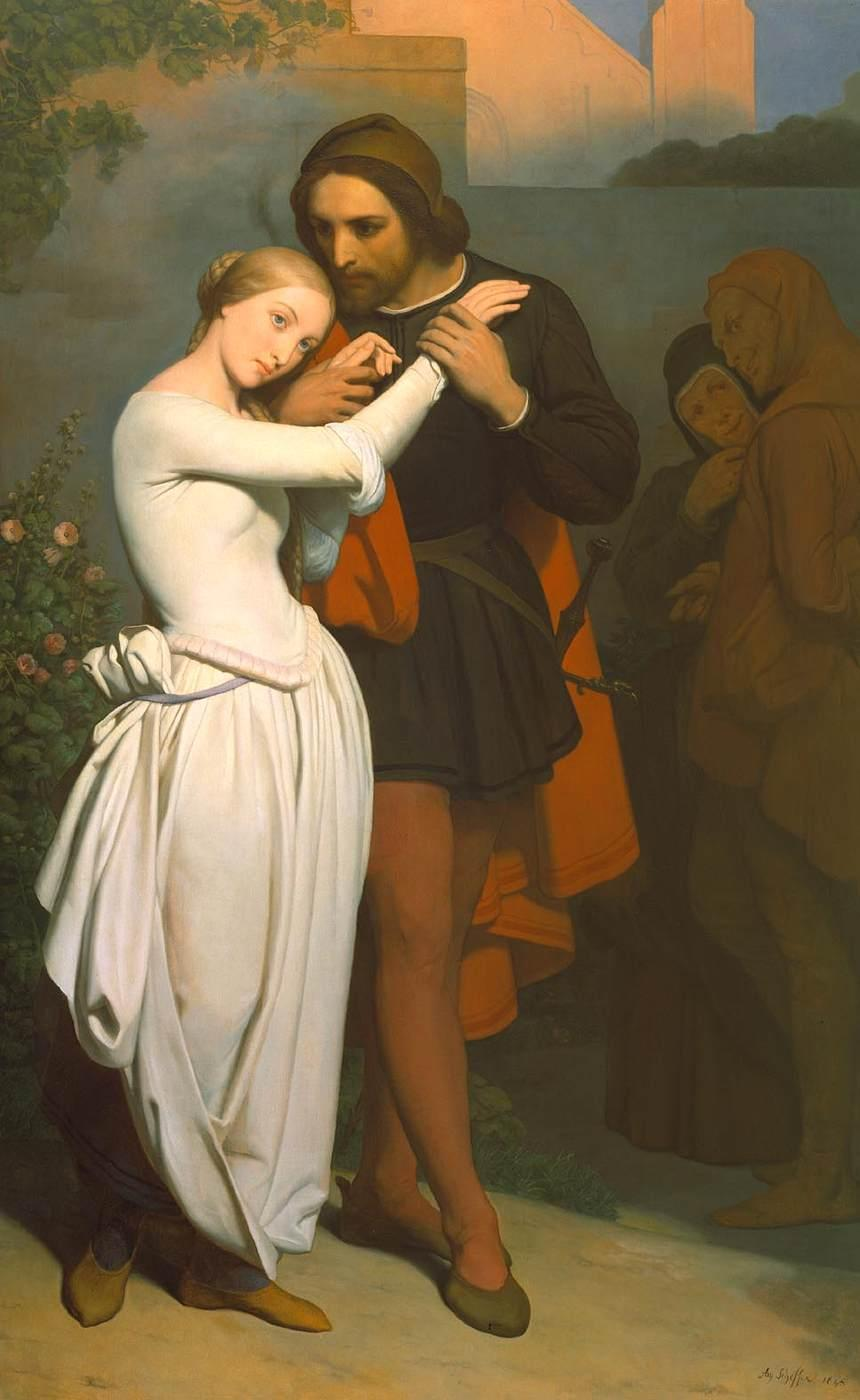
Faust en Margarethe in de tuin, 1846
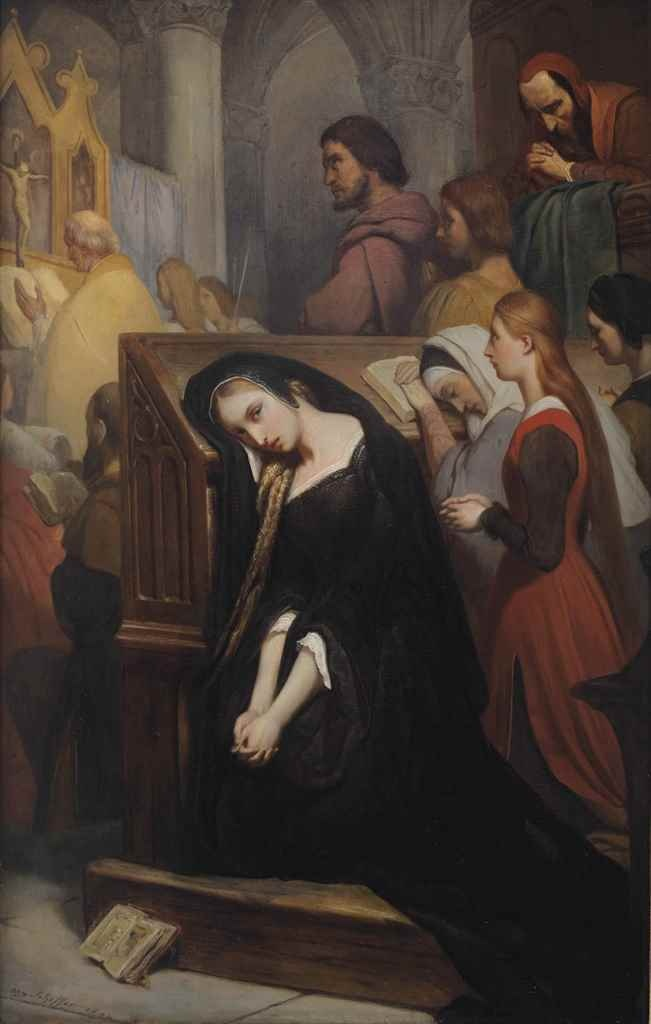
Margarethe in de kerk, 1843
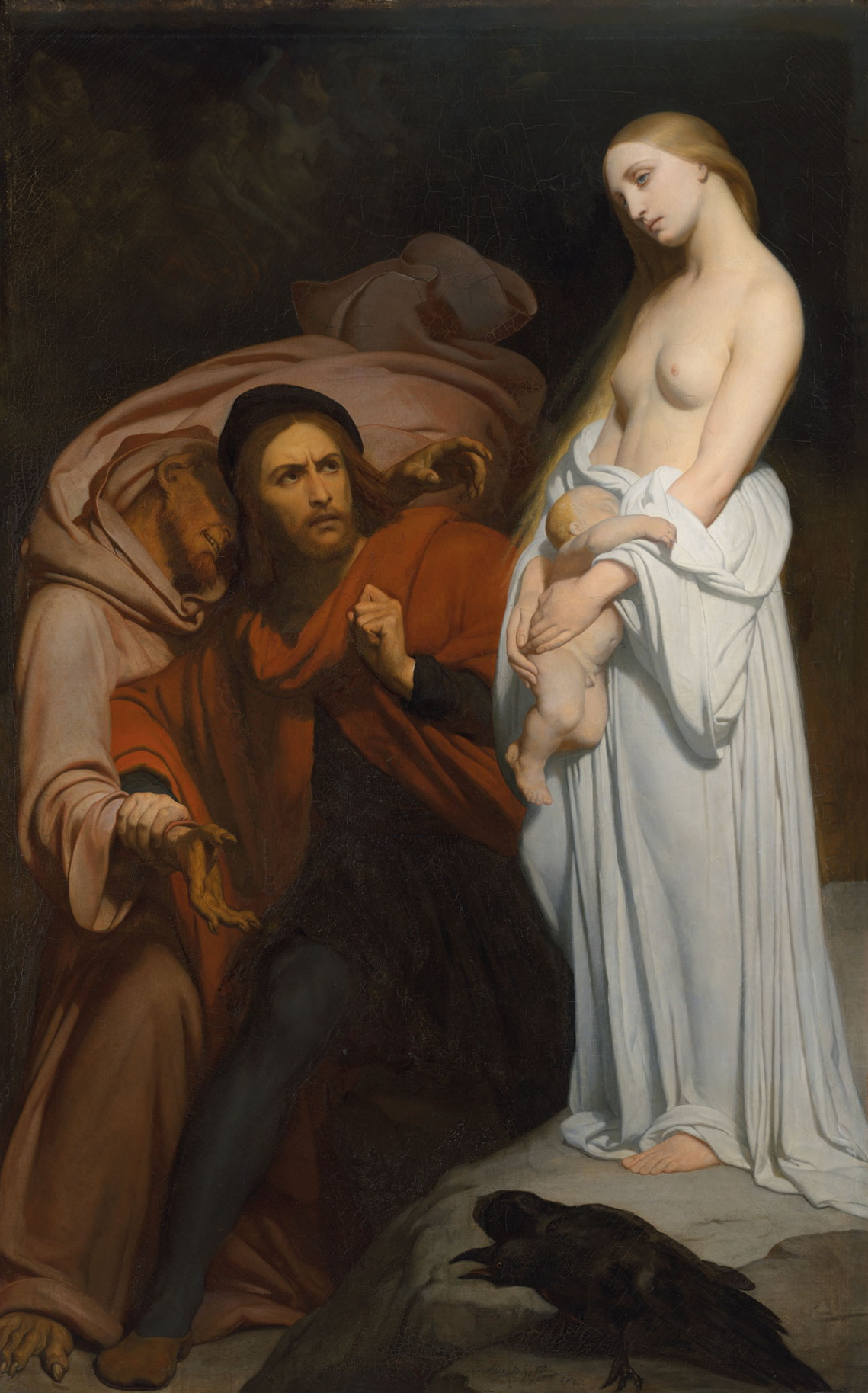
Faust en Margarethe in de Walpurgisnacht, 1846